# 農業部畜產試驗所
農業部畜產試驗所（簡稱畜試所），成立於1940年，位於臺南市新化區，是中華民國農業部的附屬機關。並在新竹、宜蘭、屏東等8處設有場區，負責臺灣畜產試驗研究工作。

## 沿革
- 日治昭和十五年（1940年），臺灣總督府成立「臺灣總督府種馬牧場」。
- 戰後民國34年（1945年），國民政府接管臺灣後改制為「臺灣省行政長官公署農林處種馬牧場」。
- 民國36年（1947年），改組為「臺灣省政府農林廳西部種畜場」，養馬業務移交中華民國國防部。
- 民國41年（1952年），改組為「臺灣省農業試驗所新化畜產試驗分所」。
- 民國47年（1958年），合併農業試驗所畜產系及恒春分所，改成立「臺灣省畜產試驗所」，隸屬於臺灣省政府農林廳。
- 民國54年（1965年），臺灣省政府農林廳山地農牧局第三示範牧場改隸本所，並改名為楊梅分所。
- 民國62年（1973年），各區農業改良場（台北、新竹、台中、台東、高雄及花蓮）之畜牧課及畜牧分所均改隸本所，分別成立為宜蘭、彰化、高雄、台東、花蓮等五個種畜繁殖中心及楊梅分所崎頂示範牧場，另高雄區農業改良場之澎湖分場成立為本所澎湖種畜推廣工作站。
- 民國65年（1976年），原五個種畜繁殖中心改制成立為宜蘭、彰化、高雄、台東及花蓮種畜繁殖場，澎湖種畜推廣工作站改為澎湖種畜繁殖中心，崎頂示範牧場改為苗栗種畜繁殖場。
- 民國70年（1981年），楊梅分所改為新竹分所，宜蘭種畜繁殖場改為宜蘭分所。
- 民國77年（1988年），苗栗種畜繁殖場裁撤，部份員工移撥新竹分所並成立養豬系，部份員工移撥臺灣省家畜衛生試驗所。
- 民國86年（1997年），總所移撥三公頃土地供臺灣省立臺南醫院分院之用地。
- 民國88年（1999年）精省而改隸於行政院農業委員會，更銜為「行政院農業委員會畜產試驗所」。
- 民國98年（2009年），新竹分所從新竹市香山區遷場至苗栗縣西湖鄉。
- 民國103年（2014年），農業科技研究院於新竹分所香山區原址成立。
- 民國112年（2023年）5月31日，制定公布《農業部畜產試驗所組織法》。同年8月1日起隨農委會升格為農業部，農業部成立後更名為「農業部畜產試驗所」並進行組織整併，新竹分所、彰化種畜場併為北區分所，恆春分所、高雄種畜場與澎湖工作站併為南區分所，宜蘭分所、花蓮種畜場與臺東種畜場併為東區分所。

## 歷任首長
| 任別                                  | 姓名                                  | 就職時間                              | 卸任時間                              |
| 臺灣省行政長官公署農林處種馬牧場 場長 | 臺灣省行政長官公署農林處種馬牧場 場長 | 臺灣省行政長官公署農林處種馬牧場 場長 | 臺灣省行政長官公署農林處種馬牧場 場長 |
| ------------------------------------- | ------------------------------------- | ------------------------------------- | ------------------------------------- |
| 1                                     | 王鵬                                  | 1945年                                | 1947年                                |
| 2                                     | 方定一                                | 1947年                                | 1947年                                |
| 臺灣省政府農林廳西部種畜場 場長       |                                       |                                       |                                       |
| 1                                     | 黃松齡                                | 1947年                                | 1949年                                |
| 2                                     | 蘇振杰                                | 1949年                                | 1952年                                |
| 臺灣省農業試驗所新化分所 分所長       |                                       |                                       |                                       |
| 1                                     | 陳耀錕                                | 1952年                                | 1958年                                |
| 臺灣省畜產試驗所 所長                 |                                       |                                       |                                       |
| 1                                     | 周亞青                                | 1958年                                | 1961年                                |
| 2                                     | 黃以珪                                | 1961年                                | 1967年                                |
| 3                                     | 戈褔江                                | 1967年                                | 1969年                                |
| 4                                     | 周才藝                                | 1969年                                | 1984年                                |
| 5                                     | 池雙慶                                | 1984年                                | 1989年                                |
| 6                                     | 戴謙                                  | 1989年                                | 1996年                                |
| 7                                     | 王政騰                                | 1996年                                | 1999年6月30日                         |
| 行政院農業委員會畜產試驗所 所長       |                                       |                                       |                                       |
| 1                                     | 王政騰                                | 1999年7月1日                          | 2008年                                |
| 2                                     | 黃英豪                                | 2008年                                | 2016年                                |
| 3                                     | 鄭裕信                                | 2016年                                | 2017年                                |
| 4                                     | 黃振芳                                | 2017年                                | 2023年7月31日                         |
| 農業部畜產試驗所 所長                 |                                       |                                       |                                       |
| 1                                     | 黃振芳                                | 2023年8月1日                          | 現任                                  |

## 組織
- 遺傳生理組
- 畜產加工組
- 畜產經營組
- 動物營養組
- 飼料作物組
- 技術服務組
- 主計室
- 人事室
- 政風室
- 秘書室

### 所屬單位
- 南區分所：恆春場區、屏東場區、澎湖場區
- 北區分所：新竹場區、彰化場區
- 東區分所：宜蘭場區、花蓮場區、臺東場區

南區分所屏東場區
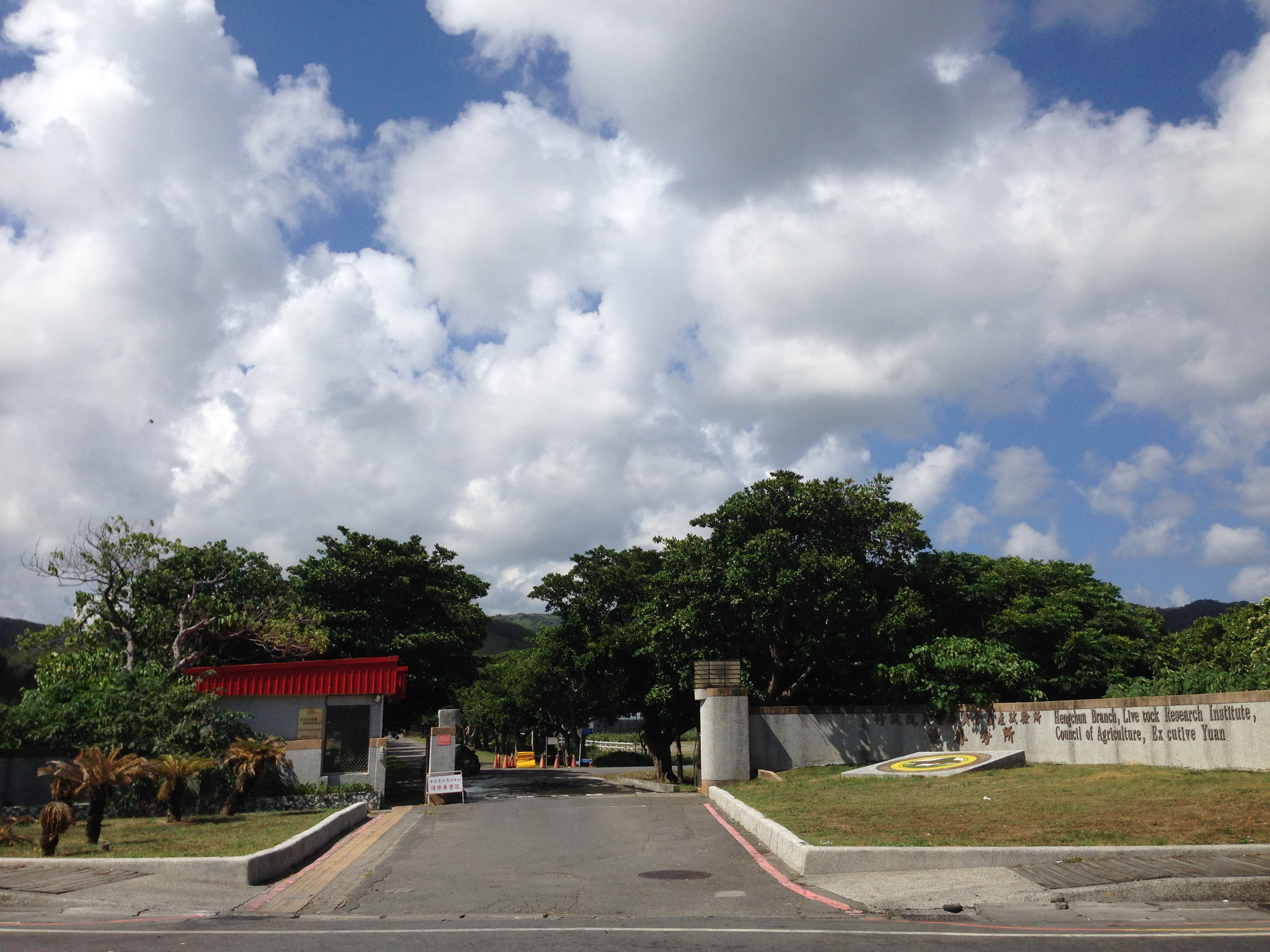
南區分所恆春場區

## 外部連結
- （繁體中文）（英文）農業部畜產試驗所 （页面存档备份，存于）
- （繁體中文）（英文）（日語）台灣農產品外銷網